# Ермакова, Екатерина Максимовна
Екатерина Максимовна Ермакова (8 октября 1923 — 13 февраля 2013) — старший весовщик станции Москва-Товарная-Курская Московской железной дороги, гор. Москва. Герой Социалистического Труда (1971).
Была инициатором социалистического соревнования за полное использование грузоподъёмности и вместимости вагона на станции Москва-Товарная-Курская. Каждый раз за смену досматривала десятки вариантов укладки грузов, в результате чего станция перевыполнила производственные планы восьмой пятилетки (1966—1970) по перевозке грузов.
Указом Президиума Верховного Совета СССР «О присвоении звания Героя Социалистического Труда рабочим и инженерно-техническим работникам предприятий и организаций Министерства путей сообщения СССР» от 4 мая 1971 года за выдающиеся успехи в выполнении задании пятилетнего плана перевозок и повышении эффективности использования технических средств железнодорожного транспорта удостоена звания Героя Социалистического Труда с вручением ордена Ленина и золотой медали «Серп и Молот».